# Forbach, Moselle
Forbach je mesto in občina v severovzhodni francoski regiji Loreni, podprefektura departmaja Moselle. Leta 1999 je mesto imel 22.807 prebivalcev.

## Geografija
Kraj leži v severovzhodni Franciji tik ob meji z Nemčijo in tvori del širokega mestnega pasu, ki kotira k posarskemu mestu Saarbrücken.

## Administracija
Forbach je sedež istoimenskega kantona, v katerega je vključena večina njegove občine. Majhen neposeljeni del na severovzhodu občine se nahaja v kantonu Stiring-Wendel.
Mesto je prav tako administrativno središče okrožja, v katerem se poleg teh dveh nahajajo še kantoni Behren-lès-Forbach, Freyming-Merlebach, Grostenquin in Saint-Avold-1/2 s 191.169 prebivalci.

## Zgodovina
Forbach se nahaja na ozemlju, poseljenem že v davnini. V rimskem obdobju je skozi pokrajino potekala cesta med Metzom in Mainzom, ki je verjetno pospešila razvoj manjšega trga, stisnjenega v vznožju hriba, ki se dviga nad Forbachom. Trdnjava je bila zgrajena na hribu Schlossberg konec 12. stoletja, od 1550 povezana s krajem z obzidjem. Med 10. stoletjem in 1793 je gospostvo Forbach zamenjalo več lastnikov. V obdobju tridesetletne vojne je bil opustošen dobršen del pokrajine. Utrdba je bila po odloku kardinala Richelieuja leta 1635 porušena. Gospostvo je 4. januarja 1716 kupil švedski baron Henning Von Stralenheim, ki si je dal zgraditi novo rezidenco Château Barrabino. V letu 1738 se je v kraju rodil bodoči general Jean-Nicolas Houchard, zagotovo med najbolj poznanimi meščani, njegovo ime je zapisano v obok Slavoloka zmage v Parizu. Železnica je kraj povezala z Metzom leta 1851, eno leto zatem pa še s Saarbrücknom. Od konca francosko-pruske vojne do Versailla 1918 je kraj bil v sestavu Nemčije, prav tako med drugo svetovno vojno.

## Znamenitosti
- Schlossberg
- kapela sv. Križa, francoski zgodovinski spomenik iz 13. stoletja,
- cerkev sv. Remija (1866).

## Pobratena mesta
- Völklingen (Nemčija).